# Catherine D'Ignazio
Catherine D'Ignazio, también conocida como kanarinka, (Chapel Hill, 1975) es una profesora, artista y desarrolladora de software estadounidense centrada en el feminismo y la alfabetización informática. Es directora del laboratorio Data + Feminism del MIT. D'Ignazio es conocida por sus hackathones, como «Make the Breast Pump Not Suck», y por su libro Data Feminism, del que es coautora con Lauren Klein.

## Primeros años y educación
D'Ignazio nació en Chapel Hill (Carolina del Norte) y creció en Carolina del Norte, Virginia, Alabama y Míchigan. Su padre, Fred D'Ignazio, es un escritor, educador y comentarista de televisión estadounidense. D'Ignazio se licenció en Relaciones Internacionales por la Universidad Tufts y obtuvo un máster en Bellas Artes (MFA) en arte, diseño y teoría de estudio por el Maine College of Art & Design y un máster en Ciencias (M.S.) en artes y ciencias de la comunicación por el MIT en 2014.

## Carrera profesional
D'Ignazio trabaja como profesora adjunta en el MIT y ha publicado varios trabajos en su campo de estudio, así como un libro, Data Feminism. Ha organizado varios hackathones sobre la salud de la mujer, entre ellos «Make the Breast Pump Not Suck», que se ha presentado en la exposición del Museo de Arte de Filadelfia, Designs for Different Futures. También ha trabajado en sistemas de recomendación de noticias y en distintos tipos de visualización de datos.
D'Ignazio comenzó a trabajar en el desarrollo de software e impartió clases durante siete años en el programa de posgrado Digital + Media de la Escuela de Diseño de Rhode Island. A continuación, pasó a trabajar en el departamento de Periodismo del Emerson College, como profesora adjunta de Visualización de Datos y Medios Cívicos. Tras años de experiencia como profesora, pasó a ser profesora adjunta de Ciencias Urbanas y Planificación en el Departamento de Estudios Urbanos y Planificación del MIT. D'Ignazio mantiene este puesto, y también ejerce como directora del Data + Feminism Lab.